# Ngọc bội

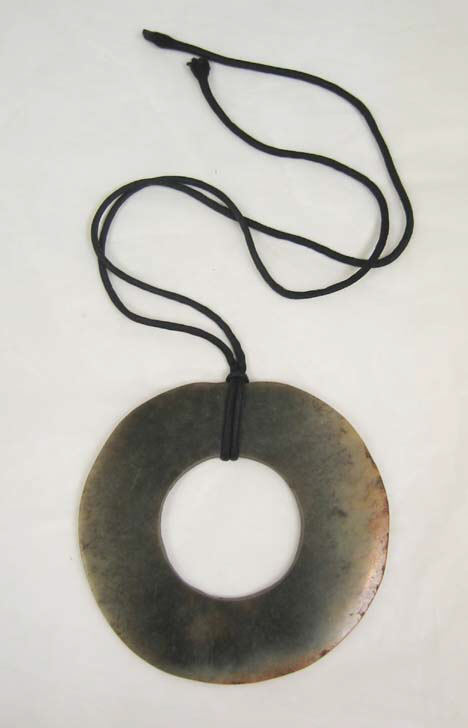
Một miếng ngọc bội, hiện vật cổ

Ngọc bội (tiếng Trung: 玉佩, bính âm: Yùpèi) là một thuật ngữ chỉ chung về mặt dây chuyền ngọc bích mà cụ thể thì nó là một miếng ngọc thường được treo trên dải thắt lưng của công tôn, quý tộc thời xưa ở Trung Quốc. Ngọc bội được dùng làm đồ trang sức cho tầng lớp quyền lực trong xã hội phong kiến để thể hiện sự tôn quý, địa vị cao, danh gia vọng tộc, trâm anh thế phiệt, kiêu sa đài các và cả sự giàu sang sung túc(tr20)(tr94), chúng còn được dùng để làm tín vật hẹn ước giữa những gia tộc lớn với nhau như những tín vật (vật làm tin). Vật phẩm này xuất hiện đầu tiên tại Trung Quốc xưa, do nhu cầu làm đẹp bấy giờ khá phổ biến và ngọc bội nổi tiếng ngay cả trước khi Khổng Tử ra đời.
Văn hóa ngọc ngà là một thành phần quan trọng của văn hóa Trung Quốc phản ánh cả văn hóa vật chất và tinh thần(tr18), ngọc ngà đã ăn sâu vào văn hóa Trung Quốc và đóng một vai trò quan trọng trong mọi mặt của đời sống xã hội(tr18), trong văn hóa Trung Hoa thì ngọc còn quý hơn cả vàng(tr94). Lịch sử của nghệ thuật chạm khắc ngọc bích ở Trung Quốc để làm đồ trang trí, bao gồm cả đồ trang trí cho váy áo, kéo dài từ trước 5.000 năm trước Công nguyên. Ngọc lúc ấy được làm từ nhiều chất liệu khác nhau, tựa như món trang sức tinh tế, xa hoa, những mảnh ngọc được nhiều gia đình quan chức, vương giả đặc biệt yêu thích, chúng đã được khai quật dưới những lớp đá cẩm thạch, phỉ thúy và được tạo tác ra những sản phẩm như kim bảo (禁步-jinbu) trong thời kỳ văn hóa Lương Chữ(tr39), chúng trở nên phổ biến trong chế tác đồ trang sức do màu xanh ngọc lục tươi sáng.